# Hermann Reutter
Hermann Reutter, född 17 juni 1900 i Stuttgart, Tyskland, död 1 januari 1985 i Heidenheim an der Brenz, var en tysk kompositör och pianist.

## Biografi
Reutter var son till en fabrikör och växte upp i en musikalisk familj: Han tog musiklektioner i Stuttgart och fortsatte efter sin flytt till München 1920 med utbildning under Karl Erler. Fram till 1925 studerade han vid Musikhögskolan i München med Walter Courvoisier (komposition), med Franz Dorfmüller (piano) och Ludwig Mayer (orgel). Redan 1923 blev han känd som konsertpianist och visackompanjatör.
På 1920-talet var han representerad på samtida musikfestivaler i Donaueschingen och Baden-Baden (1923, 1926, 1927 och 1928) som kompositör, där han också knöt nära kontakt till Paul Hindemith. Från 1929 arbetade han främst som pianist och ackompanjatör och framträdde med framstående dirigenter och artister av hans tid. Under åren 1930-36 företog han sju turnéer i Amerika tillsammans med Sigrid Onegin.
År 1932 blev Reutter lärare i komposition vid Württembergischen Hochschule für Musik i Stuttgart och var 1936-45 chef för Hoch Conservatory (1938-42 "Musikhögskolan i Frankfurt am Main – Dr. Hochs Conservatory"). Trots att han sedan 1933 var medlem i NSDAP, underkändes hans musik av nazisterna, men ändå hade hans opera Odysseus premiär på Frankfurtoperan den 7 september 1942, och andra verk av honom spelades.
Från 1945 var Reutter återigen professor i komposition och sång tolkning vid Hochschule für Musik i Stuttgart och 1956 blev han dess chef. Under denna tid åtföljdes han av sådana berömda sångare som Karl Erb, Hans Hotter, Elisabeth Schwarzkopf, Dietrich Fischer-Dieskau och Nicolai Gedda. Efter sin pensionering ledde han 1966-74 en master class för vistolkning vid Münchener Musikhochschule.  År 1968 grundade han med Carl Orff i Stuttgart, Hugo Wolf Gesellschaft Stuttgart och var dess ordförande fram till sin död. 
Reutters kompositioner påverkades inledningsvis av Hans Pfitzner och Anton Bruckner och senare av Paul Hindemith, Igor Stravinsky, Béla Bartók och Arthur Honegger. Efter 1945 fjärmade han sig ifrån nutida musik. 
Reutter komponerade operor, konserter för piano och stråkar, kör och kammarmusik, balett, symfoniska verk och mer än 200 sånger. Förbundspresidenten Theodor Heuss uppdrog 1949  åt Reutter att tonsätta en text av Rudolf Alexander Schröder som en ny nationalsång under titeln Hymne an Deutschland.

## Utmärkelser
- 1937: Medlem i Preußischen Akademie der Künste
- 1943: Schwäbischer Komponistenpreis i staden Stuttgart
- 1953: Ludwig-Spohr-Preis i staden Braunschweig
- 1955: Medlem i|Akademie der Künste Berlin
- 1955: Medlem i Bayerischen Akademie der Schönen Künste
- 1959: Großes Bundesverdienstkreuz
- 1975: Großes Bundesverdienstkreuz mit Stern
- 1976: Hedersdoktor vid Music and Arts Institute San Francisco
- 1980: Jubileumsmedalj av Landes Baden-Württemberg
- Hugo-Wolf-Medaille der Internationalen Hugo-Wolf-Gesellschaft